# Fresh Horses
| Recensione | Giudizio |
| ---------- | -------- |
| AllMusic   |          |

Fresh Horses è il sesto album in studio dell'artista country statunitense Garth Brooks, pubblicato nel 1995.
L'album è stato certificato 7 volte disco di platino negli Stati Uniti dalla RIAA.

## Tracce
1. The Old Stuff (Bryan Kennedy, Dan Roberts, Garth Brooks) – 4:12
2. Cowboys and Angels (Kent Blazy, Kim Williams, Brooks) – 3:16
3. The Fever (Steven Tyler, Joe Perry, Roberts, Kennedy) – 2:40
4. That Ol' Wind (Leigh Reynolds, Brooks) – 5:22
5. Rollin' (Harley Allen, Reynolds, Brooks) – 4:07
6. The Change (Tony Arata, Wayne Tester) – 4:06
7. The Beaches of Cheyenne (Roberts, Kennedy, Brooks) – 4:13
8. It's Midnight Cinderella (Williams, Blazy, Brooks) – 2:23
9. She's Every Woman (Victoria Shaw, Brooks) – 2:53
10. Ireland (Stephanie Davis, Jenny Yates, Brooks) – 5:01

## Classifiche
| Classifica (1993) | Posizione raggiunta |
| ----------------- | ------------------- |
| Stati Uniti       | 2                   |
| Regno Unito       | 22                  |
| Australia         | 5                   |
| Irlanda           | 1                   |